# DJ Hazel
DJ Hazel, właśc. Michał Orzechowski ps. Najszybsze Ręce Europy (ur. 1 lipca 1980 w Warszawie, zm. 7 maja 2025 w Skępem) – polski DJ i producent muzyczny.

## Życiorys

### Działalność muzyczna
Ukończył m.in. Państwową Ogólnokształcącą Szkołę Muzyczną I st. im. Grażyny Bacewicz w Warszawie, w której nauczył się gry na keyboardzie, pianinie i klarnecie. Karierę rozpoczął w czerwcu 1998 r., zajmując się miksowaniem utworów. Grał w warszawskich klubach, a po 3 miesiącach zdobył mistrzostwo Polski DMC w kategorii „miksowanie do tańca”. Od tego momentu rozpoczął współpracę z firmą Pioneer Polska i wszedł w skład Pioneer DJ’s Team – grupy osób prezentującej i testującej sprzęt tej marki. W 1999 powtórzył sukces zdobywając tytuł Master DJ DMC. W 2001 r. wystartował w mistrzostwach Europy DJ-ów w Niemczech, zdobywając tytuł wicemistrza spośród 80 uczestników. Był członkiem agencji MDT (Manieczki DJs Team) od początku jej istnienia do 2004 r. W latach 2004–2005 rezydent „Klubu Ekwador Manieczki”, a od 16 kwietnia 2006 rezydent ekskluzywny „Omen Club Płośnica”. Grał głównie w stylach: house, electro house, progressive house, trance, hard trance, hardstyle, techno. Grał w klubach zarówno polskich, jak i zagranicznych w Zjednoczonym Królestwie, Niderlandach, Irlandii, Turcji, Niemczech, Stanach Zjednoczonych, Szwajcarii, Chinach, Szwecji i Belgii. Wystąpił na: Amsterdam Dance Mission, Sunrise with Ekwador, Viva Beach Party Sopot, Parada Wolności, ATB in Concert, Terminal Summer Beat, Independance, Sunshine Music Factory, Tunnel Electrocity. Grał z następującymi osobistościami: DJ Tonka, Mark van Linden, Randy Katana, DJ Pablo, Andain, Marcel Woods, Peran van Dijk, Jordan & Baker, DJ Jean, The Matrix, Rank 1, DJ Shog, Ron van den Beuken, Carlo Resoort, 4 Strings, ATB, Alex MORPH, Blank & Jones, Danzel, E-Craig, Benny Benassi, Nenes, Sam Sharp, Warmdusher, Kosmonova, Steve Castro, Johan Gielen, Aquagen, Starsplash, Jan Wayne, Nu-NRG, Woody van Eyden, Brooklyn Bounce, Voodoo & Serano, DJ Tiësto, WestBam, Marco V, Antoine Clamaran, czy Armand van Helden. Wraz ze starszym bratem, DJ Drumem, brał udział w występach na żywo, podczas których DJ Drum grał na perkusji, a DJ Hazel na keyboardzie oraz obsługiwał konsolę dj-ską. Zdobył nagrodę Dance Music Awards 2013 w kategorii Polska Club DJ. W grudniu 2011 r. wydał swój pierwszy utwór: DJ Hazel – I love Poland. W czerwcu 2012 r. wydał drugi utwór, DJ Hazel feat. Lunar – Give me the stars, do którego został nagrany teledysk. W 2013 r. wspólnie z KRI5WELL wydał kolejno utwory w stylu mashup: We are the reborn twist pogo, Viva till I come, Waiting for lion, Jump kernkraft 400 i Junkie anthem. Do utworu Viva till I come powstał teledysk. W marcu 2014 r. jego I love Poland grano podczas konkursu Pucharu Świata w skokach narciarskich w Oslo. W 2014 r. wystąpił również na imprezie pożegnalnej Klubu Ekwador Manieczki. W 2014 r. wspólnie z Qlpą wydał utwór pt. Let's do this, a wspólnie z Demianem utwór pt. B!TCH!. Do obu tych utworów zostały nagrane teledyski. W 2015 r. ponownie tworzył w stylu mashup – z KRI5WELLEM utwór pt. We will rock you, z Qlpą pt. F*cking picture, ponownie z KRISWELLEM pt. Julas and Floorfilla – Anthem 4 drop. Następnie utworzył remix utworu Rico Bernasconi & Tuklan feat. A Class & Sean Paul – Ebony eyes. Również w 2015 r. podpisał umowę z wytwórnią Ultra Records i dołączył do Ultra Music. Umowa obejmuje wydanie jednej z dotychczasowych produkcji DJ Hazela, kolejnych 3 singli i albumu. Ultra Records zobowiązała się do upublicznienia, promocji, produkcji teledysków i promowania artysty na arenie światowej. Pierwszym utworem wydanym w Ultra Music był utwór pt. I love Poland, do którego nagrano teledysk. W 2016 r. wspólnie z Adrimą wydał utwór Get down, a następnie samodzielnie Sunshine. W 2017 r. wspólnie z CJ Stone wydał bootleg utworu Faithless – Insomnia. Następnie utwór DJ Hazel & Bueno Clinic feat. DiMi Marc – The way you glow, którego powstał także remix zrobiony przez CJ Stone i Adrimę, po czym z Adrimą wydał utwór Let me hear the DJ. W 2017 r. wystąpił na XXIII Przystanku Woodstock w Kostrzynie nad Odrą wraz z Pawbeats Orchestra w ramach Nocnej Akademii Sztuk Przepięknych. Był czasem kojarzony z prześmiewczymi tekstami, wierszykami i historyjkami wymawianymi podczas niektórych występów m.in. tytuły „Weź pigułkę”, „Legenda o żółtym serze”, „Bo najważniejsza jest!!!” itp. Jest to częściowo związane ze zjawiskiem wiksy.

### Pozostała działalność
Tytuł magistra na kierunku „gospodarka turystyczna” zdobył w Wyższej Szkole Ekonomicznej w Warszawie. Od 2005 r. prowadził własną działalność gospodarczą, będąc właścicielem firmy Bud-Net, pod którą od 2008 r. prowadził Zajazd Mihałufka w Skępem. Był także wspólnikiem firmy Ego Partner s.c. prowadzącej Face Club w Warszawie (otwarty w 2012 r., zamknięty w 2016 r.) i firmy Media Partner s.c. prowadzącej Explosion Club w Borkowie Kościelnym (otwarty w 2014 r.).

### Śmierć
7 maja 2025 został znaleziony martwy w samochodzie nad jeziorem w Skępem. Przyczyną śmierci było samobójstwo. 15 maja 2025 po mszy w kościele Wniebowzięcia NMP, urna z jego prochami została złożona na cmentarzu w Starych Babicach.

## Dyskografia

### Single
| Rok  | Tytuł                          | Pozycja na liście |
| Rok  | Tytuł                          | POL Dance         |
| ---- | ------------------------------ | ----------------- |
| 2015 | Hazel & Damien – "Bitch!"      | 35                |
| 2015 | Hazel & QLPA – "Let's do This" | 50                |